# Bounrar
Bounrar (franska: Bounrar (CR), Bounrar (Commune Rurale), arabiska: أيت مخلوف) är en kommun i Marocko.   Den ligger i provinsen Taroudannt och regionen Souss-Massa, i den centrala delen av landet, 500 km söder om huvudstaden Rabat. Antalet invånare är 6 850.